# Уничтожение российского МИ-24 в Армении
9 ноября 2020 года во время Второй карабахской войны Вооруженными силами Азербайджана был сбит российский вертолёт Ми-24 (кодовое обозначение НАТО — «Hind») в результате обстрела из переносного зенитно-ракетного комплекса. Двое членов экипажа погибли, ещё один получил ранения. Инцидент произошел вблизи Ерасха, в Армении, в нескольких километрах от Нахичеванской Автономной Республики Азербайджана. Власти Азербайджана опубликовали заявление с извинениями, заявив, что сбитие произошло по ошибке, и предложили компенсацию.

## События

### Предыстория
Инцидент произошел во время войны за спорный Нагорно-Карабахский регион, который де-факто контролировался самопровозглашенной непризнанной Республикой Арцах, которую поддерживал её союзник Армения, но регион де-юре являлся и является частью Азербайджана. 8 ноября 2020 года азербайджанские силы заняли Шушу после четырехдневных боев за город.

### Сбитие вертолёта
Вертолёт был сбит 9 ноября 2020 года недалеко от села Ерасх в Армении, в нескольких километрах от Нахичеванской Автономной Республики Азербайджана и примерно в 70 километров от границы Нагорного Карабаха, в результате обстрела с земли из ПЗРК. Вертолёт сопровождал колонну 102-й российской военной базы в Гюмри. Вскоре после этого Азербайджан взял на себя ответственность за нападение, а Министерство иностранных дел Азербайджана заявило, что сбитие произошло случайно, выразив извинения перед Россией и готовность выплатить компенсацию. По данным Азербайджана, российский вертолёт летел в темное время суток, на малой высоте и вне зоны обнаружения радаров азербайджанской ПВО. Также власти Азербайджана заявили, что вертолёт пролетал в непосредственной близости от армяно-азербайджанской границы и что ранее российские вертолёты в этом районе не были замечены.

## Последствия

### Расследование
Российская военная база в Армении и Генеральная прокуратура Азербайджана начали расследование инцидента. 4 января 2021 года военные следователи объявили, что переквалифицировали уголовное дело на более тяжкую статью и рассматривают инцидент как «умышленное убийство», вместо первоначально возбужденного дело по статье «смерть по неосторожности».

### Соглашение о прекращении огня
Инцидент произошел в день подписания соглашения о прекращении огня. По словам Антона Трояновского и Карлотты Галл из The New York Times, это потенциально дало России повод вмешаться в войну. Однако остается неясным, какую роль сыграл сбитый Ми-24 в подписании соглашения о прекращении огня.

## Реакции

### Вовлеченные стороны
Вскоре после обстрела министр обороны Азербайджана Закир Гасанов направил письмо с соболезнованиями министру обороны России Сергею Шойгу. Также в МИД России заявили, что положительно оценивают то, что Азербайджан немедленно взял на себя ответственность за инцидент. Позднее президент России Владимир Путин наградил военнослужащих, находившихся на вертолёте, орденом Мужества.

### Другие
9 ноября ОДКБ, членом которой является Россия, выступила с заявлением, в котором выразила обеспокоенность по поводу сбития вертолёта. 18 ноября президент Армении Армен Саркисян подписал указ о награждении российских летчиков медалью «За боевые заслуги». 12 декабря правительство Армении открыло в Ерасхе временную мемориальную доску в память о российских летчиках, погибших в результате обстрела, и был проведен молебен.

## Галерея

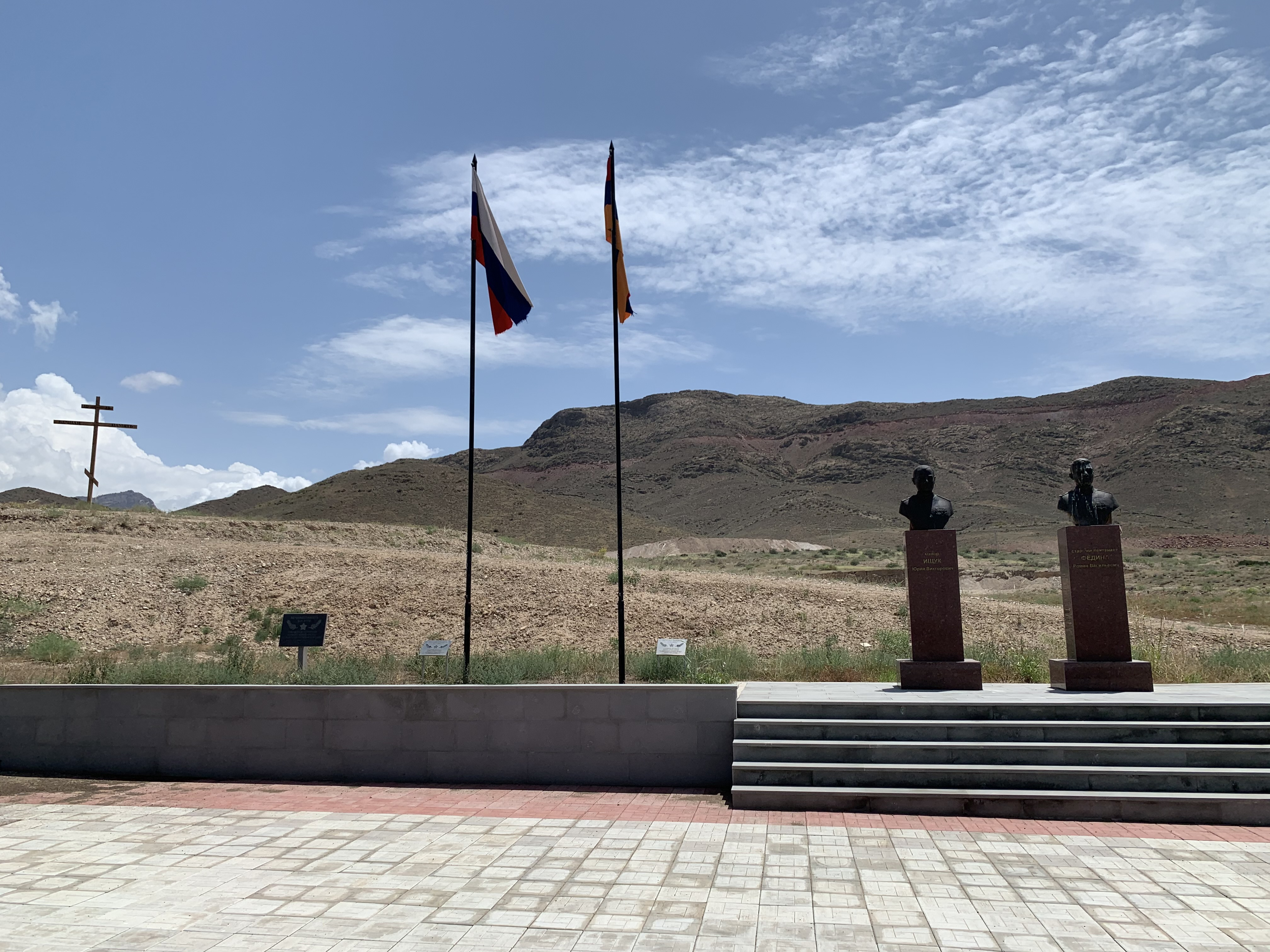
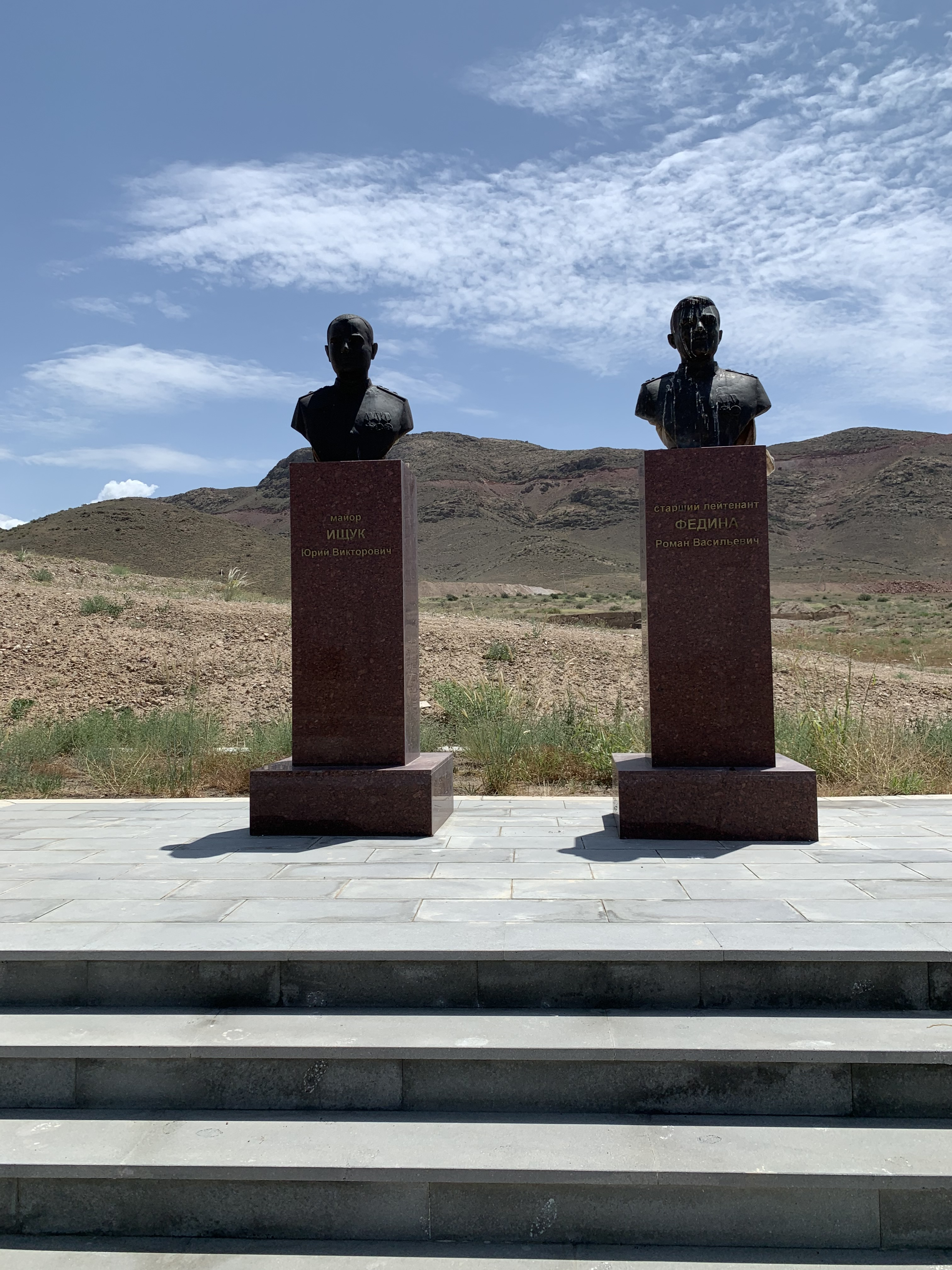
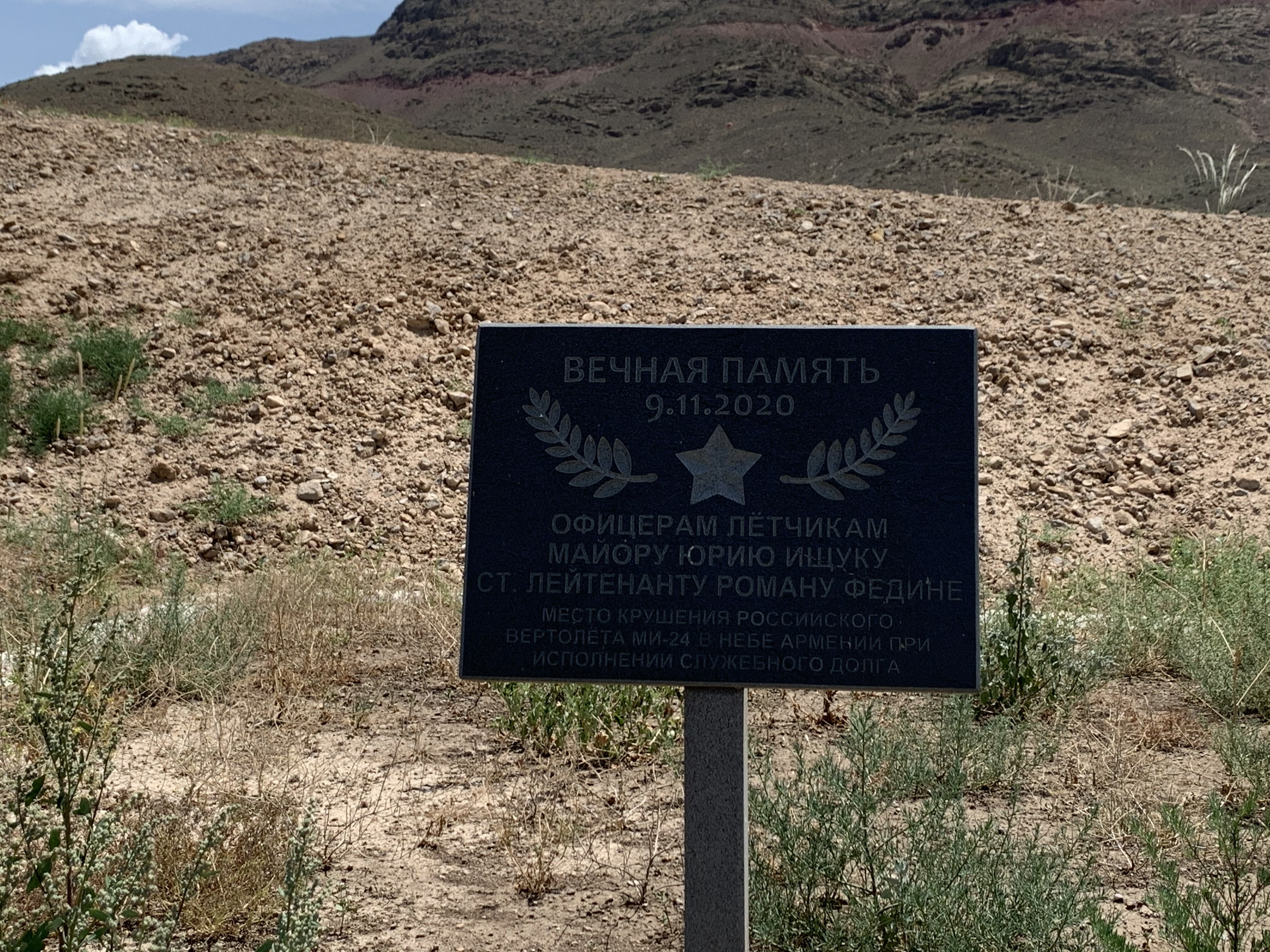